# AG星表
AG星表 (AGせいひょう、Astronomische Gesellschaft Katalog, AGK）は、恒星の位置カタログである。第1版(AGK1)は1861年にフリードリヒ・ヴィルヘルム・アルゲランダーの提案により国際協力によって製作された。9等星までの200 000個の恒星のリストで1890年から1954年まで出版された。
第2版(AGK2)は1920年代から作成が始められ、ボン天文台、ハンブルク天文台で得られた天体写真データを使って1951年から1958年まで発行された。
第3版(AGK3)オットー・ヘックマンの提案で星の位置、固有運動の精度をあげるためAGK2の再測定したものである。は1956年から製作が始まり、1975年に出版された。赤緯－2.5度以北の北天の 183,145の恒星が記載され、位置の精度は±0.13"、固有運動の精度は ±0.009"/年である。